# Phú Thiện, Gia Lai
Phú Thiện là xã thuộc tỉnh Gia Lai, Việt Nam.
Thị trấn Phú Thiện có diện tích 15,51 km², dân số năm 2019 là 34.980 người, mật độ dân số đạt 2.256 người/km².

## Lịch sử
Thị trấn Phú Thiện được thành lập theo Nghị định số 65/1998/NĐ-CP ngày 21 tháng 8 năm 1998 của Chính phủ, được tách ra từ một phần diện tích đất và dân cư của 2 xã: Ia Sol và Chư A Thai.
Từ ngày 12 tháng 6 năm 2025, theo Nghị quyết số 1664/NQ-UBTVQH15, sáp nhập tỉnh Bình Định vào tỉnh Gia Lai. Giải thể huyện Phú Thiện, sáp nhập thị trấn Phú Thiện và các xã của huyện: Ia Sol, xã Ia Piar và xã Ia Yeng thành xã Phú Thiện.